# Ron Williams
Pour les articles homonymes, voir Williams.
Ronald Robert Williams (né le 24 septembre 1944 à Weirton, Virginie-Occidentale, et mort le 4 avril 2004) est un joueur professionnel américain de basket-ball ayant notamment évolué en NBA au poste d'Arrière.